# U-100 (1940)
| U-100                                          | U-100 | U-100 |
| ---------------------------------------------- | --- | --- |
|                                                | | |
|                                                | | |
| Підводний човен U-100 на ходових випробуваннях | | |
| Під прапором                                   | Третій Рейх | Третій Рейх |
| Спуск на воду                                  | 10 квітня 1940 року | 10 квітня 1940 року |
| Виведений зі складу флоту                      | 30 травня 1940 року | 30 травня 1940 року |
| Сучасний статус                                | 17 березня 1941 року під час атаки конвою HX 112 був атакований глибинними бомбами британських есмінців «Венок» і «Волкер», вимушено сплив і був протаранений «Веноком», унаслідок чого затонув | 17 березня 1941 року під час атаки конвою HX 112 був атакований глибинними бомбами британських есмінців «Венок» і «Волкер», вимушено сплив і був протаранений «Веноком», унаслідок чого затонув |
| Бойовий досвід                                 | Друга світова війна Битва за Атлантику | Друга світова війна Битва за Атлантику |
| Проєкт                                         | | |
| Тип ПЧ                                         | Торпедний ДПЧ | Торпедний ДПЧ |
| Розробник проєкту                              | Friedrich Krupp Germaniawerft, Кіль | Friedrich Krupp Germaniawerft, Кіль |
| Вартість                                       | 4 439 000 ℛℳ | 4 439 000 ℛℳ |
| Основні характеристики                         | | |
| Швидкість (надводна)                           | 17,9 вузла | 17,9 вузла |
| Швидкість (підводна)                           | 8 вузлів | 8 вузлів |
| Робоча глибина занурення                       | 100 м | 100 м |
| Гранична глибина занурення                     | 220 м | 220 м |
| Автономність плавання                          | 135—174 км на швидкості 4 вузли (в підводному положенні) 11 470 км на швидкості 10 вузлів (у надводному положенні)                                                                              | 135—174 км на швидкості 4 вузли (в підводному положенні) 11 470 км на швидкості 10 вузлів (у надводному положенні)                                                                              |
| Екіпаж                                         | 44—60 осіб | 44—60 осіб |
| Розміри                                        | | |
| Довжина найбільша (по КВЛ)                     | 66,5 м | 66,5 м |
| Ширина корпусу найб.                           | 6,2 м | 6,2 м |
| Середня осадка (по КВЛ)                        | 4,74 м | 4,74 м |
| Водотоннажність надводна                       | 753 т | 753 т |
| Озброєння                                      | | |
| Артилерія                                      | 1 × 88-мм палубна гармата SK C/35 1 × 20-мм зенітна гармата FlaK 30 Flakvierling | 1 × 88-мм палубна гармата SK C/35 1 × 20-мм зенітна гармата FlaK 30 Flakvierling |
| Торпедно- мінне озброєння                      | 4 носових і один кормовий ТА. 14 торпед або 26 мін TMA або 39 мін TMB | 4 носових і один кормовий ТА. 14 торпед або 26 мін TMA або 39 мін TMB |

U-100 — німецький підводний човен типу VIIB, що входив до складу Військово-морських сил Третього Рейху за часів Другої світової війни. Закладений 22 травня 1939 року на верфі Friedrich Krupp Germaniawerft у Кілі. Спущений на воду 10 квітня 1940 року, а 30 травня 1940 року корабель увійшов до складу 7-ї навчальної флотилії ПЧ ВМС нацистської Німеччини ВМС. Єдиним командиром човна був капітан-лейтенант Йоахім Шепке.

## Історія служби
U-100 належав до німецьких підводних човнів типу VIIB, однієї з модифікацій найчисленнішого типу субмарин Третього Рейху, яких випущено 703 одиниці. Службу розпочав у складі 7-ї навчальної флотилії ПЧ, згодом перейшов до бойового складу цієї флотилії. З серпня 1940 до березня 1941 року підводний човен здійснив 6 бойових походів в Атлантичному океані, під час яких потопив 25 суден противника сумарною водотоннажністю 135 614 брутто-реєстрових тонн, пошкодив чотири судна (17 229 GRT) та одному судну завдав невиправних пошкоджень (2205 GRT).
9 березня 1941 року U-100 вирушив у шостий та останній похід. 17 березня човен наблизився до конвою HX 112, але на відстані 1000 метрів виявлений британським есмінцем «Венок» за допомогою радара типу 286. U-100 став першим U-Boot, який був виявлений за допомогою апаратури такого типу в часи Другої світової війни. Німецький човен, підданий скоординованій атаці глибинними бомбами есмінців «Венок» і «Волкер», вимушено сплив і був протаранений «Веноком», після чого човен затонув, забравши майже весь екіпаж разом з командиром капітаном Шепке. Лише шість з 53 членів екіпажу човна вижили, провівши решту війни в полоні.

## Перелік уражених U-100 суден у бойових походах
| №                                                         | Дата              | Назва              | Тип                | Належність      | Водотоннажність (брт) | Вантаж | Конвой        | Результат та координати                                                         | Наслідки атаки для екіпажу      | Прим. |
| --------------------------------------------------------- | ----------------- | ------------------ | ------------------ | --------------- | --------------------- | --- | ------------- | ------------------------------------------------------------------------------- | ------------------------------- | --- |
| Перший похід (9.08—1.09.1940, 24 доби; Кіль—Лор'ян)       |                   |                    |                    |                 |                       | |               |                                                                                 |                                 | |
| 1                                                         | 16 серпня 1940    | Empire Merchant    | суховантажне судно | Велика Британія | 4 864                 | 200 тонн генеральних вантажів та пошта                                                                                       |               | потоплено 55°21′ пн. ш. 13°40′ зх. д. / 55.350° пн. ш. 13.667° зх. д.           | 56 (7 загинули та 49 вижили)    | |
| 2                                                         | 25 серпня 1940    | Jamaica Pioneer    | суховантажне судно | Велика Британія | 5 471                 | 1900 тонн бананів |               | потоплено 57°05′ пн. ш. 11°02′ зх. д. / 57.083° пн. ш. 11.033° зх. д.           | 57 (2 загинули та 55 вижили)    | |
| 3                                                         | 29 серпня 1940    | Dalblair           | суховантажне судно | Велика Британія | 4 608                 | баласт | Конвой OA 204 | потоплено 56°06′ пн. ш. 13°33′ зх. д. / 56.100° пн. ш. 13.550° зх. д.           | 41 (4 загинули та 37 вцілілих)  | |
| 4                                                         | 29 серпня 1940    | Hartismere         | суховантажне судно | Велика Британія | 5 498                 | баласт | Конвой OA 204 | пошкоджено 56°04′ пн. ш. 13°06′ зх. д. / 56.067° пн. ш. 13.100° зх. д.          | ? (0 загинули та ? вцілілих)    | |
| 5                                                         | 29 серпня 1940    | Astra II           | суховантажне судно | Велика Британія | 2 393                 | баласт | Конвой OA 204 | потоплено 56°09′ пн. ш. 12°14′ зх. д. / 56.150° пн. ш. 12.233° зх. д.           | 25 (5 загиблих та 20 вижили)    | |
| 6                                                         | 29 серпня 1940    | Alida Gorthon      | суховантажне судно | Швеція          | 2 373                 | баласт | Конвой OA 204 | потоплено 56°09′ пн. ш. 12°14′ зх. д. / 56.150° пн. ш. 12.233° зх. д.           | 44 (31 загинув та 13 вижили)    | |
| 7                                                         | 29 серпня 1940    | Empire Moose       | суховантажне судно | Велика Британія | 6 103                 | баласт | Конвой OA 204 | потоплено 56°06′ пн. ш. 13°33′ зх. д. / 56.100° пн. ш. 13.550° зх. д.           | 36 (усі вижили)                 | |
| Другий похід (11.09—25.09.1940, 15 діб; Лор'ян—Лор'ян)    |                   |                    |                    |                 |                       | |               |                                                                                 |                                 | |
| 8                                                         | 21 вересня 1940   | Canonesa           | суховантажне судно | Велика Британія | 8 286                 | 7265 тонн заморожених та генеральних вантажів, у тому числі 2258 тонн бекону, 955 тонн сиру, 379 тонн риби та 250 тонн шинки | Конвой HX 72  | потоплено 54°55′ пн. ш. 18°25′ зх. д. / 54.917° пн. ш. 18.417° зх. д.           | 63 (1 загинув та 62 вижили)     | |
| 9                                                         | 21 вересня 1940   | Torinia            | танкер             | Велика Британія | 10 364                | 13 815 тонн флотського мазуту                                                                                                | Конвой HX 72  | потоплений 54°55′ пн. ш. 18°17′ зх. д. / 54.917° пн. ш. 18.283° зх. д.          | 55 (усі вижили)                 | |
| 10                                                        | 21 вересня 1940   | Dalcairn           | суховантажне судно | Велика Британія | 4 608                 | 8000 тонн пшениці | Конвой HX 72  | потоплено 55°00′ пн. ш. 19°00′ зх. д. / 55.000° пн. ш. 19.000° зх. д.           | 48 (усі вижили)                 | |
| 11                                                        | 22 вересня 1940   | Empire Airman      | суховантажне судно | Велика Британія | 6 586                 | залізна руда | Конвой HX 72  | потоплено 54°00′ пн. ш. 18°00′ зх. д. / 54.000° пн. ш. 18.000° зх. д.           | 37 (33 загинули та 4 вижили)    | |
| 12                                                        | 22 вересня 1940   | Scholar            | суховантажне судно | Велика Британія | 3 940                 | 5484 тюки бавовни, 2023 тонни сталі, 54 тонни миш'яку, 242 тонни деревної маси і 965 тонн пиломатеріалів                     | Конвой HX 72  | потоплено 55°11′ пн. ш. 17°58′ зх. д. / 55.183° пн. ш. 17.967° зх. д.           | 45 (усі вижили)                 | |
| 13                                                        | 22 вересня 1940   | Frederick S. Fales | танкер             | Велика Британія | 10 525                | 13 849 тонн флотського мазуту                                                                                                | Конвой HX 72  | потоплений 55°30′ пн. ш. 13°40′ зх. д. / 55.500° пн. ш. 13.667° зх. д.          | 49 (21 загиблий та 28 вижили)   | |
| 14                                                        | 22 вересня 1940   | Simla              | суховантажне судно | Норвегія        | 6 031                 | 4129 тон металобрухту та 3970 тонн сталі                                                                                     | Конвой HX 72  | потоплено 55°11′ пн. ш. 17°58′ зх. д. / 55.183° пн. ш. 17.967° зх. д.           | 31 (5 загинули та 26 вціліли)   | |
| Третій похід (12.10—23.10.1940, 12 діб; Лор'ян—Лор'ян)    |                   |                    |                    |                 |                       | |               |                                                                                 |                                 | |
| 15                                                        | 18 жовтня 1940    | Shekatika          | суховантажне судно | Велика Британія | 5 458                 | 6000 тонн бурового підпору та 2003 тонни сталі                                                                               | Конвой SC 7   | пошкоджено 57°12′ пн. ш. 11°08′ зх. д. / 57.200° пн. ш. 11.133° зх. д.          | 36 (усі вціліли)                | Судно пошкоджено U-123 та полишено екіпажем; U-100 торпедував, але судно не затонуло. U-123 повернувся та з другої спроби потопив його |
| 16                                                        | 18 жовтня 1940    | Boekelo            | суховантажне судно | Нідерланди      | 2 118                 | 1018 стандартів деревини | Конвой SC 7   | пошкоджено 56°14′ пн. ш. 10°38′ зх. д. / 56.233° пн. ш. 10.633° зх. д.          | 25 (усі вціліли)                | Судно пошкоджено U-100 і затоплено U-123                                                                                               |
| 17                                                        | 19 жовтня 1940    | Blairspey          | суховантажне судно | Велика Британія | 4 155                 | 1798 стандартів деревини | Конвой SC 7   | пошкоджено 57°55′ пн. ш. 11°10′ зх. д. / 57.917° пн. ш. 11.167° зх. д.          | 34 (усі вціліли)                | |
| 18                                                        | 20 жовтня 1940    | Caprella           | танкер             | Велика Британія | 8 230                 | 11 300 тонн мазуту | Конвой HX 79  | потоплений 56°37′ пн. ш. 17°15′ зх. д. / 56.617° пн. ш. 17.250° зх. д.          | 53 (1 загинув та 52 вціліли)    | |
| 19                                                        | 20 жовтня 1940    | Sitala             | танкер             | Велика Британія | 6 218                 | 8444 тонн сирої нафти | Конвой HX 79  | потоплений 56°37′ пн. ш. 17°15′ зх. д. / 56.617° пн. ш. 17.250° зх. д.          | 44 (1 загинув та 43 вціліли)    | |
| 20                                                        | 20 жовтня 1940    | Loch Lomond        | суховантажне судно | Велика Британія | 6 218                 | 6000 тонн пиломатеріалів і 1858 тонн сталі                                                                                   | Конвой HX 79  | потоплено 56°00′ пн. ш. 14°30′ зх. д. / 56.000° пн. ш. 14.500° зх. д.           | 112 (1 загинув та 111 вцілілих) | |
| Четвертий похід (7.11—27.11.1940, 21 доба; Лор'ян—Лор'ян) |                   |                    |                    |                 |                       | |               |                                                                                 |                                 | |
| 21                                                        | 23 листопада 1940 | Justitia           | суховантажне судно | Велика Британія | 4 562                 | 5161 тонна деревини, 2248 тонн сталі і 740 т генеральних вантажів і скипидару                                                | Конвой SC 11  | потоплено 55°00′ пн. ш. 13°10′ зх. д. / 55.000° пн. ш. 13.167° зх. д.           | 39 (13 загиблих та 26 вцілілих) | |
| 22                                                        | 23 листопада 1940 | Bradfyne           | суховантажне судно | Велика Британія | 4 740                 | 7900 тонн зерна | Конвой SC 11  | потоплено 55°04′ пн. ш. 12°15′ зх. д. / 55.067° пн. ш. 12.250° зх. д.           | 43 (39 загиблих та 4 вцілілих)  | |
| 23                                                        | 23 листопада 1940 | Ootmarsum          | суховантажне судно | Нідерланди      | 3 628                 | залізна руда | Конвой SC 11  | потоплено 55°00′ пн. ш. 12°00′ зх. д. / 55.000° пн. ш. 12.000° зх. д.           | 25 (усі загинули)               | |
| 24                                                        | 23 листопада 1940 | Bruse              | суховантажне судно | Норвегія        | 2 205                 | 1550 тонн пиломатеріалів | Конвой SC 11  | тотально зруйноване 55°04′ пн. ш. 12°15′ зх. д. / 55.067° пн. ш. 12.250° зх. д. | 21 (16 загинули та 5 вижили)    | |
| 25                                                        | 23 листопада 1940 | Salonica           | суховантажне судно | Норвегія        | 2 694                 | 3400 тонн кріпильного шахтного матеріалу                                                                                     | Конвой SC 11  | потоплено 55°16′ пн. ш. 12°14′ зх. д. / 55.267° пн. ш. 12.233° зх. д.           | 25 (9 загинули та 16 вижили)    | |
| 26                                                        | 23 листопада 1940 | Leise Mærsk        | суховантажне судно | Велика Британія | 3 136                 | 4500 тонн зерна та генеральних вантажів                                                                                      | Конвой SC 11  | потоплено 55°30′ пн. ш. 11°00′ зх. д. / 55.500° пн. ш. 11.000° зх. д.           | 24 (17 загиблих та 7 вцілілих)  | |
| 27                                                        | 23 листопада 1940 | Bussum             | суховантажне судно | Нідерланди      | 3 636                 | 5200 тонн зерна | Конвой SC 11  | потоплено 55°39′ пн. ш. 8°58′ зх. д. / 55.650° пн. ш. 8.967° зх. д.             | 29 (усі вижили)                 | |
| П'ятий похід (2.12.1940—1.01.1941, 31 доба; Лор'ян—Кіль)  |                   |                    |                    |                 |                       | |               |                                                                                 |                                 | |
| 28                                                        | 14 грудня 1940    | Kyleglen           | суховантажне судно | Велика Британія | 3 670                 | баласт | Конвой OB 256 | потоплено 56°27′ пн. ш. 22°48′ зх. д. / 56.450° пн. ш. 22.800° зх. д.           | 36 (усі загинули)               | |
| 29                                                        | 14 грудня 1940    | Euphorbia          | суховантажне судно | Велика Британія | 3 380                 | 3837 тонн вугілля | Конвой OB 256 | потоплено 56°51′ пн. ш. 23°12′ зх. д. / 56.850° пн. ш. 23.200° зх. д.           | 34 (усі загинули)               | |
| 30                                                        | 18 грудня 1940    | Napier Star        | суховантажне судно | Велика Британія | 10 116                | 8200 тонн генеральних вантажів                                                                                               |               | потоплено 58°58′ пн. ш. 23°13′ зх. д. / 58.967° пн. ш. 23.217° зх. д.           | 85 (71 загинув та 14 вціліли)   | |